# Microzetes micropterus
Microzetes micropterus är en kvalsterart som först beskrevs av Balogh 1959.  Microzetes micropterus ingår i släktet Microzetes och familjen Microzetidae. Inga underarter finns listade i Catalogue of Life.